# Nahuel Maciel
Arquímedes Benjamín Maciel, más conocido por su seudónimo Nahuel Maciel (Corrientes, 24 de febrero de 1964) es un periodista argentino. Es conocido por su labor en el diario El Cronista entre 1991 y 1992, período en el que falsificó una serie de entrevistas a importantes personalidades de la cultura. El hecho desató un escándalo que provocó su despido de la publicación y lo llevó a refugiarse en distintas provincias del interior argentino.

## Escándalo por falsificación

### Inicios enEl Cronista
A fines de 1991, bajo el seudónimo Nahuel, un desconocido Maciel se presentó en la redacción del diario El Cronista y pidió hablar con la editora del suplemento cultural, Silvia Hopenhayn. Según recordaría el director del diario, Mario Diament, años después:

Era de baja estatura, cuerpo enjuto y una mirada inocente enmarcada entre rabiosos mechones de pelo lacio y una barba intensamente negra. Traía, según dijo, una recomendación de Eduardo Galeano y otra del escritor Oscar Taffetani, de la revista El Porteño y se presentó como un indio mapuche que había escrito artículos para Le Monde, de París y The National Geographic, algunas de cuyas fotocopias traía consigo para probarlo.

Maciel le ofreció a la publicación una entrevista que supuestamente le había realizado a través de fax a Mario Vargas Llosa. Como el suplemento se encontraba a punto de cerrar la edición y todavía no contaban con la nota principal, Diament aceptó publicar la entrevista a pesar de no haber podido verificar por completo su autenticidad.
Maciel empezó a volver ocasionalmente a la redacción para ofrecer otros reportajes (que también decía haber realizado por fax), hasta ser integrado como colaborador permanente. Gabriel García Márquez, Carl Sagan, Ray Bradbury, Juan Carlos Onetti, Umberto Eco, Caetano Veloso y Rigoberta Menchú fueron algunos de los entrevistados durante su estadía en El Cronista.

### Las primeras sospechas
El incomprobable origen mapuche de Maciel, su peculiar método de entrevistas por fax y su supuesta amistad con Galeano y García Márquez despertaban sospechas entre los periodistas del diario, quienes lo acusaban de mitómano.
En marzo de 1992, a través de la flamante editorial Ediciones El Cronista, publicó el libro Elogio de la utopía, donde ampliaba la entrevista a García Márquez que había firmado para el diario. El prólogo estaba a nombre de Eduardo Galeano.
En abril, Diament lo envió a Tucumán para investigar la presunta existencia de un "museo de la subversión" donde se exponían trofeos de guerra arrancados a miembros del ERP durante el Operativo Independencia. Maciel regresó con sospechosas fotos que probaban que el museo existía y que en él se exhibían restos humanos. Tras su publicación, la nota fue inmediatamente desmentida por organismos de derechos humanos y por el entonces gobernador de Tucumán, Ramón "Palito" Ortega. En 2000, el represor Antonio Domingo Bussi (responsable del Operativo Independencia) reconoció la existencia de un museo de características similares, pero ubicado en Campo de Mayo. En 2004, Maciel insistió en que las fotos eran verídicas.
Días después, presentó Elogio de la utopía en la 18.ª Exposición Feria Internacional de Buenos Aires, ante un público numeroso.

### Despido
Las sospechas se acrecentaron cuando le propuso a Hopenhayn realizar, juntos, un informe para National Geographic: descubrieron que Maciel no tenía ningún vínculo con la publicación norteamericana. Más adelante le prometió a Diament realizar una entrevista a Shmuel Agnón. Pero el intercambio era imposible, pues el premio Nobel ya había fallecido. Tiempo después se descubrió que el diálogo con Juan Carlos Onetti publicado en El Cronista había sido plagiado a María Esther Gillio.
Poco después de la publicación de la entrevista a Umberto Eco (junio de 1992), el sacerdote Mamerto Menapace denunció que los prefacios que abrían cada capítulo de Elogio de la utopía estaban copiados de un libro suyo, Prior de la Ciudad de los Toldos. La única modificación había sido el reemplazo de la palabra "Dios" por "utopía" en todas sus apariciones. El libro fue retirado de circulación y a Maciel se le impidió seguir publicando notas en El Cronista. Según un colaborador, Maciel se mostró "ofendido y asombrado" por la decisión.

## Vida posterior
Luego del escándalo se recluyó en la provincia de Neuquén, donde asegura haber pasado su infancia.
A principios de 1993 se mudó a Paraná (Entre Ríos). Allí, presentando credenciales similares a las que le habían valido su ingreso en El Cronista, empezó trabajar para el diario Hora Cero. Un año más tarde ingresó en un diario de La Paz, donde escribió columnas que luego se descubrirían plagiadas a Osvaldo Soriano.
Posteriormente se mudó a Concepción del Uruguay, donde conoció a su esposa. Con ella tuvo dos hijos.
En 1995, Eduardo Galeano negó haber escrito el prólogo de Elogio de la utopía. De acuerdo con su declaración, debió resignarse a no poder iniciar acciones legales contra Maciel:

Por respeto a la justicia, tendré que resignarme. Haré todo lo posible por creer que ese prólogo me pertenece y hasta quizás, con los años, podré empezar a quererlo. No será fácil, porque es horroroso. Pero uno se acostumbra.

En junio de 1996, Mario Diament publicó su versión de los hechos en la Noticias.
Alrededor de 1999, Maciel se trasladó a Gualeguaychú.
En julio de 2004, el sitio web Diario sobre Diarios lo entrevistó y obtuvo sus primeras declaraciones sobre el escándalo desde 1992. En la nota (enlace roto disponible en Internet Archive; véase el historial, la primera versión y la última). se reveló que Maciel no es mapuche. El artículo suscitó diversas respuestas; entre ellas, la del periodista Horacio Palma, de Gualeguay (Entre Ríos), quien se refirió en duros términos a la personalidad de Maciel y sugirió que por entonces todavía mentía en sus notas. En ese momento, Maciel escribía en el diario regional El Argentino y en el sitio web Nuevo Siglo Online, dirigido por su amigo Oscar Taffetani, además de conducir el programa La isla en Radio Nacional Gualeguaychú. En noviembre del mismo año, concedió a Emilio Fernández Cicco una entrevista en la que confesó que su nombre real no es Nahuel.
Inspirado por la nota de Cicco, en 2006 el cineasta Eduardo Montes Bradley se contactó con Maciel para realizar un documental sobre su historia. Sin embargo, Maciel se negó a dar detalles sobre el episodio de El Cronista, obligando al realizador a correr el eje hacia otro tema: el conflicto por la instalación de una papelera de la empresa Botnia sobre el río Uruguay, que tenía a Maciel entre sus opositores. La película, originalmente llamada El gran simulador, se estrenó en Uruguay bajo el título No a los papelones.
En 2011, el periodista entrerriano Eliezer Budasoff lo entrevistó para una crónica que sería publicada por la revista Gatopardo. Allí se revela que, en una nota reciente, Maciel reseñó un restaurante que no existía.

### Actualidad
Maciel vive junto a su familia en Gualeguaychú, donde sigue escribiendo para El Argentino, en las secciones Educación y Medio Ambiente e Información General, entre otras. También se desempeña como productor y periodista en el programa televisivo Fuera de juego. En 2010 participó de la antología Mujeres de Gualeguaychú.